# 前綴
在詞彙學裡，前綴（英語：Prefix），又稱接頭語、字首、詞頭，屬於一種前置於其他詞素的詞綴，由於其無法以單字的方式獨立存在，故亦為一種附著詞素；此外在歐洲語言裡，前綴也幾乎都屬於衍生語素（屈折變化則多以後綴表達）。
多數的語言同時擁有前綴與後綴，但不管是哪種語系語族的語言，前綴的使用都普遍地比接尾辭少，一些語言甚至幾乎沒有前綴。
經統計後發現，前綴的存在常伴隨其他語言學的特徵，例如 V-O（主語-賓語）的語序以及前置詞的使用。

## 漢語前綴
以下列出幾個漢語前綴，部分新的前綴和外來語有很大關係。
- 小
  - 小姐
  - 小弟
- 負
  - 負增長
  - 負離子
- 反
  - 反物質
  - 反哺
  - 反革命
- 純
  - 純物質
  - 純白
  - 純文學

## 阿美語前綴
- mi-（主事焦點）
  - mi + namum（水）= minanum（喝水）

## 日語前綴
日語前綴大部分皆為漢語詞，例如：
- 御 (お・ご)：敬語前綴
  - ご飯
  - お手洗い
- 不 (ふ)
  - 不愉快 (ふゆかい)
  - 不可能 (ふかのう)

## 英語前綴
例如pre-本身就是一個前綴。
- prefix

## 外部連結
- comprehensive reference for English prefixes and suffixes （页面存档备份，存于） （英文）
- more about English language prefixes and affixes in general （页面存档备份，存于） （英文）